# Castello di Arena
Das Castello di Arena, auch Castello Normanno-Svevo (dt.: Normannisch-staufische Burg) genannt, ist eine Burgruine aus dem 11. Jahrhundert in Arena in der italienischen Region Kalabrien. Die Burgruine liegt in der Via Santa Maria, 121.

## Geschichte
Das Castello di Arena wurde im 11. Jahrhundert durch die Normannen an einer strategisch bedeutenden Position auf halbem Wege zwischen dem ionischen und dem tyrrhenischen Meer errichtet. Roger I. von Sizilien ließ die Burg an einem uneinnehmbaren Ort auf einem Felsvorsprung zur Verteidigung von Mileto bauen. Sie sollte die Hauptstadt gegen einen plötzlichen Angriff von hinten, von der Ostküste aus, schützen. Zu diesem Zweck setzte er Ruggero Conclubet als ersten Grafen von Arena ein, dessen Nachkommen den Ort fast 600 Jahre lang dominierten. Beim Erbeben von 1783 wurde die Burg größtenteils zerstört.
Von der Burg aus wurde auch das von den Normannen angelegte Bewässerungssystem für die Felder und Terrassen in der Umgebung kontrolliert.

## Tradition
Jedes Jahr findet die sogenannte Castellana di Arena statt. Bei dem Historienfest wird an den Ruhm der Areneser aus dem Jahre 1000 gedacht; es ist stets ein großer Erfolg mit hoher Beteiligung der Bevölkerung.